# Orgetorix
Orgetorix (keltisch König der Totschläger; † 60 v. Chr.) war ein bedeutender und reicher Adliger des Stammes der keltischen Helvetier. Angeblich wollte er sich zum König aufschwingen und ganz Gallien erobern. Einer Verantwortung vor dem Stammesgericht konnte er sich kurzzeitig entziehen, tötete sich aber bald darauf wohl selbst.

## Leben
Laut den Ausführungen von Caesar in seinem Werk de bello Gallico strebte Orgetorix angeblich nach der Königsherrschaft. Deshalb organisierte er 61 v. Chr. eine Adelsverschwörung und überredete seine Stammesgenossen dazu, nach Gallien auszuwandern, das sie aufgrund ihres Mutes und ihrer Kriegstüchtigkeit leicht unter ihre Kontrolle bringen könnten. 
Das helvetische Land in der heutigen Schweiz wurde durch den Rhein, den Jura und den Genfersee eingeschlossen, so dass seine Bewohner es nicht leicht durch Feldzüge gegen Nachbarstämme vergrössern konnten, obwohl es ihnen aufgrund ihrer hohen Bevölkerungszahl nicht mehr genügend gross erschien. Durch diesen Umstand und bestärkt durch Orgetorix' Überredungskünste, begannen die Helvetier mit den Vorbereitungen zum Aufbruch. Dafür entwickelten sie einen Dreijahresplan, laut dem die ersten zwei Jahre für Vorbereitungen und das dritte für den Aufbruch bestimmt waren.
Orgetorix wurde zum Anführer des Unternehmens gewählt. Er ging zur diplomatischen Vorbereitung zu den Sequanern und überredete Casticus, den Sohn des ehemals amtierenden Königs Catamantaloedes, dort die Herrschaft zu übernehmen. Ebenso überredete er den Haeduer Dumnorix, einen Umsturz gegen seinen Bruder Diviciacus zu versuchen. Seine Tochter vermählte er mit Dumnorix und versicherte diesem und Casticus, dass er ihnen bei der Erringung der Macht über ihre Völker helfen würde, sobald er selbst seine Herrschaft über die Helvetier durchgesetzt habe: 

„Für Orgetorix war die Macht der Helvetier als stärkstes Volk Galliens zweifellos, und er wollte ihnen [d. h. Casticus und Dumnorix] mit seinen Mitteln und seinem Heer zur Königswürde verhelfen. Daraufhin schlossen sie einen Treueeid und hofften, nach der Machtergreifung durch die drei mächtigsten und tapfersten Völker ganz Gallien unter ihre Herrschaft zu bringen.“

Die Existenz dieses „gallischen Triumvirats“ ist jedoch heute manchmal umstritten, da Caesar diese Machtgier auch zu Propagandazwecken erfunden haben könnte. Eine Parallele mit dem sog. ersten Triumvirat (Cäsar, Pompeius, Crassus) ist wahrscheinlich unter diesem zu entdecken.
Durch Verrat erfuhren die Helvetier von Orgetorix’ Plänen und er sollte sich der Sitte nach gefesselt vor einem Stammesgericht verteidigen (Anfang 60 v. Chr.). Doch er konnte einer Verurteilung und dem Tod durch Verbrennen entgehen, indem er mehr als 10'000 Gefolgsleute (ambacti) um sich herum versammelte, darunter Schuldner und Klienten, die seine Vorladung zur Anklage verhinderten. Während die verärgerten Helvetier eine Armee zur Bekämpfung von Orgetorix aushoben, kam dieser ums Leben; wahrscheinlich beging er Suizid.
58 v. Chr. zogen die Helvetier dennoch aus, doch unternahmen sie diesen Schritt wohl nicht aufgrund des Plans des Orgetorix, sondern wegen des Drucks von rechts des Rheins siedelnden Germanenstämmen. Sie wurden aber bei Bibracte von Caesar vernichtend geschlagen, der die Überlebenden in ihre Heimat zurückschickte.

## Rezeption
- Josef Viktor Widmann widmete „Dem schweizerischen Volke“ Orgetorix. Ein Trauerspiel, das 1867 bei Huber in Frauenfeld im Druck erschien.
- Der Schweizer Schriftsteller Alfred Hartmann hielt die Geschichte von Orgetorix um 1883 in einem Gedicht fest.[3]